# Remo Williams: The Adventure Begins
Remo Williams: The Adventure Begins is een Amerikaanse actiefilm uit 1985 onder regie van Guy Hamilton.

## Verhaal
Politieagent Samuel Markin wordt tegen zijn wil gerekruteerd door de Amerikaanse geheime organisatie CURE. Hij wordt dood verklaard en hij krijgt een nieuwe identiteit als Remo Williams. Hij krijgt hij de opdracht om criminelen uit te schakelen, die er steeds in slagen om boven de wet te staan. Om in zijn missie te slagen krijgt hij les van de Koreaanse meester Chiun in de dodelijke vechtkunst Sinanju.

## Rolverdeling
| Acteur             | Personage             |
| ------------------ | --------------------- |
| Fred Ward          | Remo Williams         |
| Joel Grey          | Chiun                 |
| Wilford Brimley    | Harold Smith          |
| J.A. Preston       | Conn MacCleary        |
| George Coe         | Generaal Scott Watson |
| Charles Cioffi     | George Grove          |
| Kate Mulgrew       | Majoor Rayner Fleming |
| Patrick Kilpatrick | Stone                 |
| Michael Pataki     | Jim Wilson            |
| Davenia McFadden   | Verkeersagent         |
| Cosie Costa        | Soldaat Damico        |